# سید عبدالعزیز حکیم
سید عبدالعزیز حکیم (زاده ۱۹۵۰ (میلادی) در نجف - درگذشته ۲۶ اوت ۲۰۰۹ در تهران) سیاست‌مدار و فقیه شیعه عراقی بود.

## نسب
از سادات طباطبایی است که نَسَبِ ایشان به ابراهیم طباطبا پسر اسماعیل دیباج  پسر ابراهیم غمر  پسر حسن مثنی  پسر حسن مجتبی می‌رسد. 

## منصب ها
او رهبری مجلس اعلای اسلامی عراق را پس از مرگ برادرش محمدباقر حکیم در سال ۲۰۰۳ بر عهده گرفت و تا پایان عمر در اختیار داشت. حکیم یکی از اعضای حکومت انتقالی عراق پس از سقوط صدام بود و مدتی ریاست آن را در سال ۲۰۰۳ بر عهده داشت. حکیم از حامیان فهرست ائتلاف ملی عراق در انتخابات مجلس عراق (ژانویه ۲۰۰۵) بود.

## درگذشت
وی در سال ۲۰۰۹ میلادی در مرکز سرطان ام دی اندرسون دانشگاه تگزاس مورد تشخیص قرار گرفت، و سرانجام پس از سه سال ابتلا به بیماری سرطان در یکی از بیمارستانهای تهران درگذشت.

## ادعای  مکارم شیرازی
ناصرمکارم شیرازی هنگام درگذشت عبدالعزیز حکیم، این ادعا را مطرح کرد که وی در یکی از کشورهای عربی(اردن) مسموم شده است. 

## خانواده
عبدالعزیز حکیم یکی از ۱۵ فرزند سید محسن حکیم مرجع تقلید عامه شیعیان بود که هفت برادرش در دوران حکومت صدام کشته شدند. او با دختر محمدهادی صدر ازدواج کرد و دارای دو دختر و دو پسر به نام‌های محسن و عمار حکیم است.

## نگارخانه

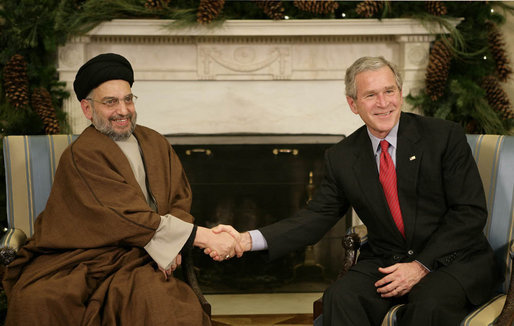
عبدالعزیز حکیم و جرج بوش، ۲۰۰۶